# Ćeralije
Ćeralije es una localidad de Croacia en el municipio de Voćin, condado de Virovitica-Podravina.

## Geografía
Se encuentra a una altitud de 149 m s. n. m. a 181 km de la capital nacional, Zagreb.

## Demografía
En el censo 2011 el total de población de la localidad fue de 623 habitantes.
| Gráfica de población de Ćeralije 1857-2011                          |
|                                                                     |
| Según los censos de población de la oficina estadística de Croacia. |